# UNSCOM
United Nations Special Commission (UNSCOM) – Specjalna Komisja Narodów Zjednoczonych – agenda ONZ utworzona na podstawie rezolucji Rady Bezpieczeństwa ONZ nr 687 z dnia 3 kwietnia 1991.
Jej mandat obejmował kontrolę wykonywania postanowień w sprawie rozbrojenia Iraku z broni masowej zagłady. Faktycznie zawiesiła działalność w końcu 1998 wskutek uniemożliwienia jej prac przez władze Iraku, lecz formalnie istniała nadal. W końcu 1999 jej zadania przejęła inna agenda, UNMOVIC.

## Szefowie
- 19 kwietnia 1991 – 30 czerwca 1997: Rolf Ekéus,
- 1 lipca 1997 – 30 czerwca 1999: Richard Butler,
- 1 lipca 1999 – 17 grudnia 1999: vacat.